# David Spade
David Wayne Spade (Birmingham, 22 de julho de 1964) é um ator, comediante e dublador estadunidense. Na década de 1990 fez parte do elenco do programa de televisão Saturday Night Live e atuou na série Just Shoot Me! (1997-2003), como Dennis Finch. De 2007 a 2013, estrelou a sitcom Rules of Engagement, como Russell Dunbar. Por seus papéis na televisão, Spade recebeu quatro indicações ao Emmy Awards e duas ao Golden Globe Awards. Em 2003, ele recebeu uma estrela na Calçada da Fama de Hollywood.
Spade atuou em filmes como, Tommy Boy (1995), Black Sheep (1996), Senseless (1998), Joe Dirt (2001), The Benchwarmers (2007), Grown Ups (2010), Jack & Jill (2011), Grown Ups 2 (2013), The Ridiculous 6 (2015), Joe Dirt 2 (2015), The Do-Over (2016) e The Wrong Missy (2020). Ele também dublou Ranger Frank em The Rugrats Movie (1998), Kuzco em The Emperor's New Groove (2000) e Griffin, o Homem Invisível, na série de filmes Hotel Transilvânia (2012–2022).

## Biografia
Spade nasceu em 22 de julho de 1964, em Birmingham, Michigan, filho de Judith J. (nascida Meek), escritora e editora de revista, e Wayne M. "Sam" Spade, representante de vendas. Ele tem dois irmãos mais velhos, Bryan e Andy Spade.
Spade e sua família se mudaram para Scottsdale, Arizona, quando ele tinha quatro anos. Seus pais se divorciaram logo depois, e ele e seus irmãos foram criados em grande parte por sua mãe. Spade frequentou a Saguaro High School e mais tarde a Scottsdale Community College antes de se transferir para a Universidade do Estado do Arizona e abandonar o curso logo depois, já que ganhava uma vida decente fazendo stand-up.

## Carreira

### 1987-1999
Spade começou a fazer comédia stand-up depois de abandonar a faculdade. Em 1987, depois de ser descoberto por um agente de talentos enquanto se apresentava no The Improv em Los Angeles, ele foi escalado para o filme Police Academy 4: Citizens on Patrol. Em 1990, Spade entra para o elenco do programa de TV de comédia Saturday Night Live. Ele começou como escritor e eventualmente foi promovido a membro do elenco. Enquanto estava lá, ele se tornou conhecido por seu tipo de sarcasmo, e seus personagens em vários esquetes foram sucessos.
Em 1993, ele começou a fazer parte da equipe de dublagem da série animada da MTV, Beavis and Butt-Head. Em 1995, estrela com seu colega de SNL, Chris Farley, o filme de comédia Tommy Boy e no ano seguinte, se junta novamente a Farley na comédia, Black Sheep. Spade deixou o elenco do SNL em 1996, e em 1997, ele entrou para o elenco da sitcom Just Shoot Me!, onde interpretou o recepcionista sarcástico, Dennis Finch. Ele recebeu indicações ao Globo de Ouro e ao Emmy. A série durou sete temporadas de 1997 a 2003.

### 2000-2017
Em 2000, ele dublou Kuzco no filme de animação da Disney, The Emperor's New Groove e mais tarde reprisou o papel em sua sequência direta para vídeo Kronk's New Groove (2005). Em 2001, estrelou o filme de comédia Joe Dirt, seu primeiro papel como personagem-título. Em 2003, estrelou o filme Dickie Roberts: Former Child Star. Em 2004, ele se juntou ao elenco de 8 Simple Rules , após a morte da estrela da sitcom, John Ritter, para a terceira e última temporada do programa. 
Em 2005, apresentou seu próprio programa de entrevistas no Comedy Central, The Showbiz Show with David Spade. que durou três temporadas, de setembro de 2005 a outubro de 2007. Em 2007, entrou para o elenco da sitcom da CBS, Rules of Engagement, interpretando Russell Dunbar, um gerente incompetente e narcisista que trabalha na empresa imobiliária de seu pai; A série durou sete temporadas, sendo cancelada em 2013.

### 2018-presente
Em 2018, Spade apareceu em seu primeiro papel dramático no filme Warning Shot, co-estrelado por Bruce Dern e James Earl Jones, com Spade interpretando o neto perigoso de um poderoso magnata dos negócios (Dern). Em 2019, ele começou a apresentar um novo programa noturno chamado Lights Out with David Spade no Comedy Central; Após a produção ser suspensa durante a pandemia de COVID-19, o Comedy Central anunciou que o programa não retornaria.
Em 2022, Spade começou a co-apresentar o podcast Fly on the Wall, com seu colega do SNL, Dana Carvey. Em 2023, Spade apresentou o game show Snake Oil, da Fox. Em 2024, o podcast em vídeo Superfly (um spinoff do Fly on the Wall) co-apresentado por Spade e Carvey foi lançado.

## Vida pessoal
Spade namorou várias atrizes, incluindo Heather Locklear,  Teri Hatcher, Julie Bowen e Naya Rivera.
Ele e a modelo da Playboy, Jillian Grace, têm uma filha juntos, chamada Harper.
Em 29 de novembro de 2000, Spade foi atacado por seu assistente, David Warren "Skippy" Malloy, enquanto dormia. Malloy usou uma arma de choque em Spade após invadir sua casa no início da manhã. Spade afirmou que conseguiu escapar de Malloy, correu para seu quarto, pegou sua arma e se defendeu trancando-se em um banheiro armado com uma espingarda. Malloy se declarou culpado e evitou a prisão sob a condição de procurar aconselhamento para problemas psicológicos e de drogas. Posteriormente, ele recebeu cinco anos de liberdade condicional, foi condenado a ficar a pelo menos 100 jardas de distância de Spade e foi obrigado pelo tribunal a realizar 480 horas de serviço comunitário.
Spade reside principalmente em Beverly Hills, Califórnia, mas também possue residências em Hollywood Hills e West Hollywood. Sua casa em Beverly Hills foi assaltada em junho de 2017.

## Filmografia

### Cinema
| Ano  | Título                                | Personagem                  | Notas                 |
| ---- | ------------------------------------- | --------------------------- | --------------------- |
| 1987 | Police Academy 4: Citizens on Patrol  | Kyle                        |                       |
| 1992 | Light Sleeper                         |                             | Participação especial |
| 1993 | Coneheads                             | Eli Turnbull                |                       |
| 1994 | Reality Bites                         | O gerente 'Wienerschnitzel' | Participação especial |
| 1994 | PCU                                   | Rand McPherson              |                       |
| 1995 | Tommy Boy                             | Richard Hayden              |                       |
| 1996 | Black Sheep                           | Steve Dodds                 |                       |
| 1996 | A Very Brady Sequel                   | Sergio                      |                       |
| 1997 | 8 Heads in a Duffel Bag               | Ernie Lipscomb              |                       |
| 1998 | Senseless                             | Scott Thorpe                |                       |
| 1998 | The Rugrats Movie                     | Ranger Frank                | Voz                   |
| 1999 | Lost & Found                          | Dylan Ramsey                | Também roteirista     |
| 2000 | Loser                                 | Funcionário da locadora     | Participação especial |
| 2000 | The Emperor's New Groove              | Kuzco                       |                       |
| 2001 | Joe Dirt                              | Joseph "Joe" Dirt           |                       |
| 2003 | Dickie Roberts: Former Child Star     | Dickie Roberts              |                       |
| 2005 | Racing Stripes                        | Scuzz                       | Voz                   |
| 2005 | Lil' Pimp                             | Diretor Nixon               |                       |
| 2005 | Kronk's New Groove                    | Kuzco                       | Voz                   |
| 2006 | Grandma's Boy                         | Shilo                       |                       |
| 2006 | The Benchwarmers                      | Richie Goodman              |                       |
| 2007 | I Now Pronounce You Chuck & Larry     | Travesti                    | Participação especial |
| 2010 | Grown Ups                             | Marcus Higgins              |                       |
| 2013 | Grown Ups 2                           | Marcus Higgins              |                       |
| 2014 | Space Breakout                        | Xanor                       | Voz                   |
| 2015 | Hotel Transylvania 2                  | Griffin O Homem Invisível   | Voz                   |
| 2015 | Joe Dirt 2: Beautiful Loser           | Joseph "Joe" Dirt           |                       |
| 2015 | The Ridiculous 6                      | General George Custer       |                       |
| 2015 | I Am Chris Farley                     | Ele mesmo                   | Documentário          |
| 2016 | The Do-Over                           | Charlie McMillian           |                       |
| 2017 | Mad Families                          | Johnny Jon-John             | Também roteirista     |
| 2017 | Sandy Wexler                          | Ele mesmo                   |                       |
| 2018 | Hotel Transylvania 3: Summer Vacation | Griffin O Homem Invisível   | Voz                   |
| 2018 | Father of the Year                    | Wayne                       |                       |
| 2018 | Warning Shot                          | Bobby                       |                       |
| 2020 | The Wrong Missy                       | Tim Morris                  | [ 22 ]                |
| 2022 | Hotel Transylvania: Transformania     | Griffin O Homem Invisível   | Voz                   |

### Televisão
| Ano       | Título                            | Personagem                                   | Notas                                              |
| --------- | --------------------------------- | -------------------------------------------- | -------------------------------------------------- |
| 1988      | The Facts of Life                 | Scott                                        | Episódio: "Big Apple Blues"                        |
| 1989      | Baywatch                          | B.J.                                         | Episódio: "Second Wave"                            |
| 1990      | ALF                               | Larry Slotkin                                | Episódio: "Make 'em Laugh"                         |
| 1990      | Monsters                          | Teddy                                        | Episódio: "Small Blessings"                        |
| 1990      | Born to Be Mild                   | Participação especial                        | Não-creditado; Telefilme                           |
| 1990-1996 | Saturday Night Live               | Vários                                       | 70 episódios; também roteirista                    |
| 1993-1995 | Beavis and Butt-Head              | Sr. Manners/Sr. Candy/Ticket Atendente (voz) | 3 episódios                                        |
| 1997-2003 | Just Shoot Me!                    | Dennis Finch                                 | 149 episódios                                      |
| 1998      | David Spade: Take the Hit         | Ele mesmo                                    | Especial da HBO                                    |
| 2000      | Sammy                             | Sammy Blake/James Blake (voz)                | 13 episódios                                       |
| 2003      | Teen Choice Awards                | Ele mesmo (Apresentador)                     | Premiação                                          |
| 2004      | Father of the Pride               | Tommy o Coiote (voz)                         | Episódio: "Road Trip"                              |
| 2004-2005 | 8 Simple Rules                    | C.J. Barnes                                  | 39 episódios                                       |
| 2005-2007 | The Showbiz Show with David Spade | Ele mesmo (Apresentador)                     | 39 episódios; também escritor e produtor executivo |
| 2007-2013 | Rules of Engagement               | Russell Dunbar                               | 100 episódios                                      |
| 2009      | Curb Your Enthusiasm              | Ele mesmo                                    | Episódio: "The Reunion"                            |
| 2011      | Entourage                         | Ele mesmo                                    | Episódio: "The Big Bang"                           |
| 2012      | Hot in Cleveland                  | Christopher                                  | Episódio: "Blow Outs"                              |
| 2014      | The Goldbergs                     | Gus                                          | Episódio: "Love is a Mixtape"                      |
| 2014      | The Spoils of Babylon             | Talc Munson                                  | 2 episódios                                        |
| 2014      | David Spade: My Fake Problems     | Ele mesmo                                    | Especial do Comedy Central                         |
| 2015      | SNL 40th Anniversary Special      | Ele mesmo                                    | Especial de televisão                              |
| 2015-2017 | Fameless                          | Ele mesmo (Apresentador)                     | 7 episódios                                        |
| 2016      | Crowded                           | Kyle                                         | Episódio: "RearviewMirror"                         |
| 2016      | Inside Amy Schumer                | Roteirista                                   | Episódio: "Welcome to the Gun Show"                |
| 2016      | Comedy Central Roast of Rob Lowe  | Ele mesmo                                    | Especial de televisão                              |
| 2017      | Lady Dynamite                     | Ele mesmo                                    | Episódio: "Kids Have to Dance"                     |
| 2017      | The Mayor                         | Ed Gunt                                      | 7 episódios                                        |
| 2017-2018 | Love                              | Steven Hopkins                               | 4 episódios                                        |
| 2019-2020 | Lights Out with David Spade       | Ele mesmo (Apresentador)                     | Também criador, escritor e produtor executivo      |
| 2022      | David Spade: Nothing Personal     | Ele mesmo                                    | Especial da Netflix                                |
| 2023      | Once Upon a Studio                | Kuzco (voz)                                  | Curta-metragem                                     |
| 2023      | Snake Oil                         | Ele mesmo (Apresentador)                     | 10 episódios                                       |
| 2025      | SNL 50th Anniversary Special      | Ele mesmo                                    | Especial de televisão                              |
| 2025      | David Spade: Dandelion            | Ele mesmo                                    | Especial do Amazon Prime                           |

## Referencias
1. ↑  «David Spade Biography (1964-)». www.filmreference.com. Consultado em 18 de maio de 2025
2. ↑  Chad (25 de outubro de 2019). «David Spade». Hollywood Walk of Fame (em inglês). Consultado em 18 de maio de 2025
3. ↑  «David Spade News & Biography - Empire». www.empireonline.com. Consultado em 18 de maio de 2025
4. ↑  «David Spade - Movies, Age & Facts». Biography (em inglês). 14 de maio de 2021. Consultado em 18 de maio de 2025
5. ↑  Myers, Marc (10 de setembro de 2019). «Too Cool for School, David Spade Turned to Comedy». Wall Street Journal (em inglês). ISSN 0099-9660. Consultado em 18 de maio de 2025
6. ↑  «Comedy in the '90s, Part 3: The Bad Boys of 'Saturday Night Live'». www.theringer.com (em inglês). 11 de setembro de 2019. Consultado em 18 de maio de 2025
7. ↑  «'Rules of Engagement' Canceled by CBS After Seven Seasons - Ratings | TVbytheNumbers». web.archive.org. 7 de junho de 2013. Consultado em 18 de maio de 2025
8. ↑  White, Peter (3 de abril de 2020). «'Lights Out With David Spade': Late-Night Talk Show Won't Return To Comedy Central». Deadline (em inglês). Consultado em 18 de maio de 2025
9. ↑  White, Peter (11 de janeiro de 2022). «Dana Carvey & David Spade Launch Weekly 'SNL' Talk Show Podcast 'Fly On The Wall' With Cadence13». Deadline (em inglês). Consultado em 18 de maio de 2025
10. ↑  «Breaking News - FOX Orders "Snake Oil," A New Game Show from Executive Producer Will Arnett and Hosted and Produced by Emmy and Golden Globe Award Nominee David Spade, to Debut in the 2023-2024 Season | TheFutonCritic.com». www.thefutoncritic.com. Consultado em 18 de maio de 2025
11. ↑  «Audacy Expands Partnership With Dana Carvey and David Spade With the Launch of "Superfly"». Audacy Inc. (em inglês). Consultado em 18 de maio de 2025
12. ↑  «Hollywood's Unlikeliest Pickup Artist». The Daily Beast (em inglês). 4 de abril de 2017. Consultado em 18 de maio de 2025
13. ↑  Moehringer, J. R. (1 de outubro de 2008). «The Don Juan of Our Time». LAmag - Culture, Food, Fashion, News & Los Angeles (em inglês). Consultado em 18 de maio de 2025
14. ↑  Okenwa, Iheoma (26 de julho de 2019). «Who Is Jillian Grace 'David Spade's Ex' and Where Is She Now?». JustRichest.com (em inglês). Consultado em 18 de maio de 2025
15. ↑  «David Spade on Daughter Harper | EllenTV.com». web.archive.org. 3 de abril de 2017. Consultado em 18 de maio de 2025
16. ↑  «David Spade Reveals He Stopped Talking to His Absentee Father After Becoming a Dad Himself». People.com (em inglês). Consultado em 18 de maio de 2025
17. ↑  howard-archives (19 de outubro de 2011). «David Spade on Being Attacked in His Own Home». Howard Stern (em inglês). Consultado em 18 de maio de 2025
18. ↑  «AP News». AP News (em inglês). Consultado em 18 de maio de 2025
19. ↑  «David Spade's assistant pleads guilty to assault». Arizona Daily Sun (em inglês). 20 de abril de 2001. Consultado em 18 de maio de 2025
20. ↑  X; Instagram; Email; Facebook (14 de outubro de 2021). «David Spade buys a modern mansion near the Comedy Store for $13.85 million». Los Angeles Times (em inglês). Consultado em 18 de maio de 2025
21. ↑  Bietette, Nicole (6 de junho de 2017). «David Spade's Beverly Hills home robbed of nearly $80G in cash and jewelry». New York Daily News (em inglês). Consultado em 18 de maio de 2025
22. ↑  «The Wrong Missy | Rotten Tomatoes». www.rottentomatoes.com (em inglês). Consultado em 18 de maio de 2025
23. ↑  Allen, Sian (9 de abril de 2021). «Hotel Transylvania 4 Gets New Title & Release Date». ScreenRant (em inglês). Consultado em 18 de maio de 2025
24. ↑  White, Peter (18 de abril de 2023). «David Spade To Host & Produce New Game Show 'Snake Oil' At Fox With Will Arnett As Exec Producer». Deadline (em inglês). Consultado em 18 de maio de 2025